# Рузвельт Сайкс
Теодо́р Ру́звельт Сайкс (англ. Theodore Roosevelt Sykes; 31 січня 1906, Елмар, Арканзас — 17 липня 1983, Новий Орлеан, Луїзіана) — американський блюзовий музикант.

## Біографія
Народився 31 січня 1906 року в Елмарі, штат Арканзас. Його сім'я декілька разів переїздила з місця на місце, і в підсумку чотирирічний Рузвельт залишився у бабусі. Найперші уроки музики отримав у церкві, причому навчався грати не на піаніно, а на церковному органі. Почав музичну кар'єру у стилі баррелхаус.
У 15 років почав професійно займатися музикою, гастролював у складі різних гуртів і дуетом з приятелем піаністом Лі Гріном. Гастролював молодий музикант в основному в Сент-Луїсі і в його околицях, а також постійно відвідував Мемфіс і Чикаго. Саме у цей час сформувався власний стиль музиканта, його гра стала ще більш насиченою і технічною, яка вже не обмежувалась стилем баррелхаус. Отримав прізвисько «медонос» (англ. honeydripper).
У 1929 році випустив першу платівку «44 Blues» на лейблі OKeh Records, яка мала успіх. До кінця року мав контракти з 4 студіями звукозапису під власним ім'ям і трьома різними псевдонімами (Доббі Брегг, Віллі Келлі, Ізі Папа Джонсон). У 1935 році підписав найважливіший для себе контракт з лейблом Decca Records. Також, записувався як акомпаніатор. У ті ж роки займався пошуками талановитих музикантів для Decca, поєднуючи це з гастролями в провінційних містах, там, куди штатні студійні скаути леблу не могли дістатися.
У 1941 році переїхав до Чикаго. Виступав з Мемфіс Мінні, записувався з гуртом Джампа Джексона, працював сесійним музикантом на лейблах Bullet і Bluebird, з останнім у 1943 році підписав черговий контракт. До того часу вже мав постійний гурт The Honeydrippers. Назва гурту виявилася вельми поширеною. Гурт з точно такою ж назвою створив у 1940-х роках джамп-блюзовий піаніст Джо Ліггінс — The Louisiana Honeydrippers. Зрештою, він перейменувати свій гурт на The Original Honeydrippers.
В 1945 році випустив два ритм-енд-блюзові хіти (кавер-версії «I Wonder» Сесіла Ганта і «The Honeydripper» Джо Ліггінса). Наступного року випустив ще один хіт «The Sunny Road» вже на новому лейблі Victor. Продовжував багато гастролювати, а його партнером був співак Сент-Луїс Джиммі Оден, автор блюзового стандарту «Goin' Down Slow» (1941, Bluebird).
В 1951 році підписав контракт з чиказьким лейблом United Records, на якому також випустив декілька успішних синглів. 1952 року переїхав в Новий Орлеан, в якому проживав до кінця життя. У 1955 році на новоорлеанському лейблі Imperial записисав «Sweet Home Chicago» (під назвою «Sweet Old Chicago»). Вважається, що версія Сайкса стала своєрідним прикладом для багатьох виконавців цієї пісні. У 1950-х розпустив свій гурт і переїхав у Новий Орлеан. У Новому Орлеані виступав у найкращих клубах, часто гастролював в Сент-Луїсі і Мемфісі, підписав контракти зі студіями Decca, Bluesville, Crown і Delmark, випустив кілька синглів і 5 альбомів. Брав участь у декількох фолк-блюзових фестивалях.
Впродовж своєї кар'єри взяв участь в декількох суто джазових проєктах. В свої перші європейські гастролі в 1961 році їздив як джазмен-піаніст в гурті Кріса Барбера. У 1961 році в Лондоні записав два альбоми Face to Face with the Blues і The Honeydripper на лейблі Columbia для серії «Lansdowne Jazz Series». 1966 року в Копенгагені записав сесію для данського лейблу Storyville, що вийшла 11-м випуском в серії — Portraits in Blues Vol. 11 (1969 переваданий на Delmark). 
Впродовж 1970-х років регулярно записувався, випускав новий альбом кожні два роки. Продовжував активно виступати наприкінці 1970-х і на початку 1980-х років.
Помер 17 липня 1983 року від серцевого нападу у віці 77 років у Новому Орлеані. Похований на кладовищі Провіденс-меморіал-парк в Новому Орлеані у невідомому місці. У 1999 році був посмертно включений до Зали слави блюзу.

## Дискографія
- The Return of Roosevelt Sykes (Bluesville, 1960)
- The Honeydripper (Bluesville, 1961)
- Blues (Folkways, 1961)
- Face to Face with the Blues (Columbia, 1961)
- Sings the Blues (Crown, 1962)
- The Honeydripper (Columbia, 1962)
- Hard Drivin' Blues (1964, Delmark) з Гоумсік Джеймсом
- Roosevelt Sykes in Europe (196?, Storyville; 1969 Delmark)
- The Meek Roosevelt Sykes (Carson, 1970)
- Chicago Blues Festival (Black & Blue, 1970) з Гоумсік Джеймсом
- Feel Like Blowing My Horn (Delmark, 1970 [1973])
- The Honeydripper's Duke's Mixture (Barclay, 1971)
- Dirty Double Mother (BluesWay, 1973)
- The Original Honeydripper (Blind Pig, 1977)
- Music Is My Business (Blue Labor, 1977)